# Ara severus

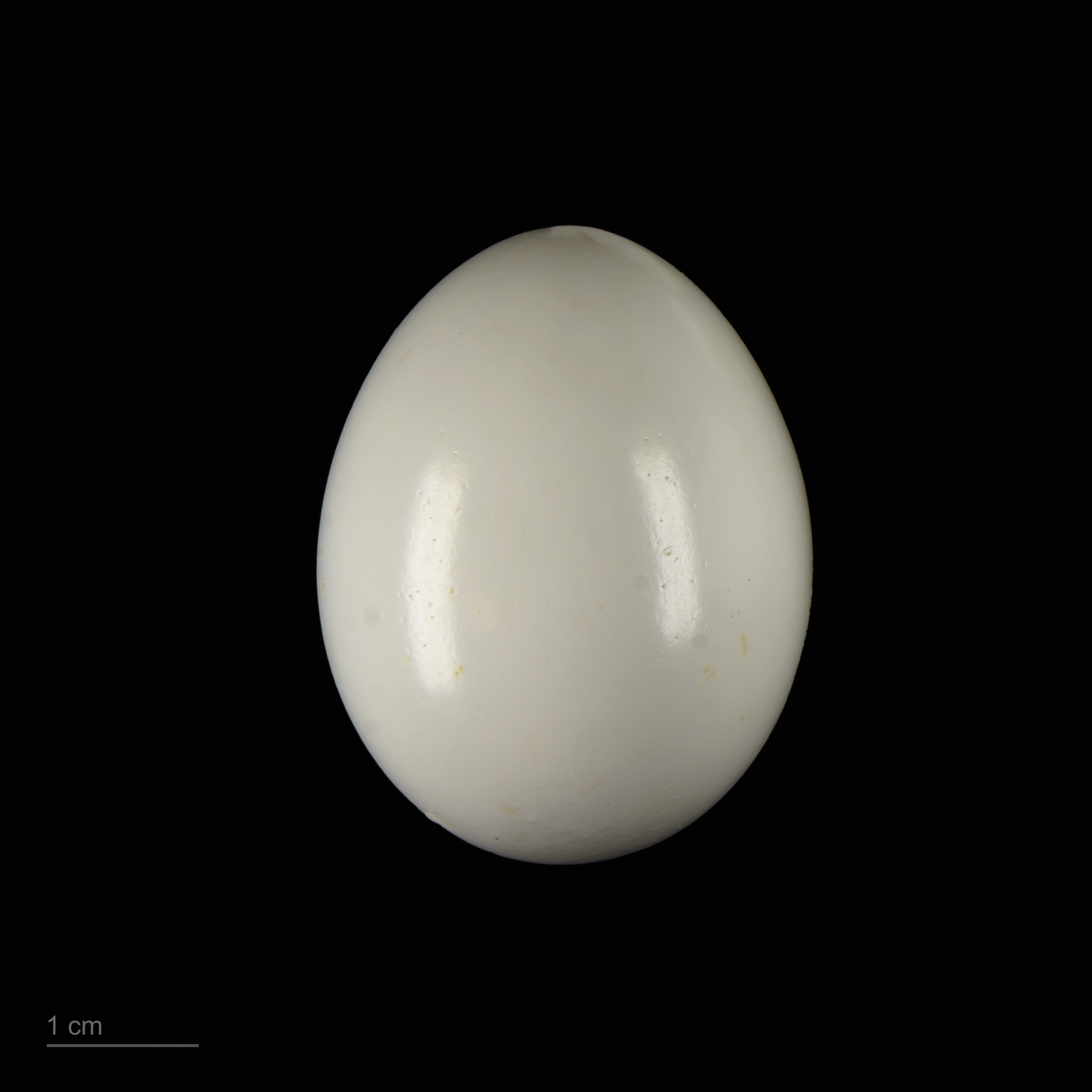
Ara severus

L'ara frontecastana (Ara severus) è un uccello della famiglia degli Psittacidi.